# Horta (Barcelona)
Horta es un barrio perteneciente al distrito de Horta-Guinardó, en la ciudad de Barcelona (España). 

## Historia

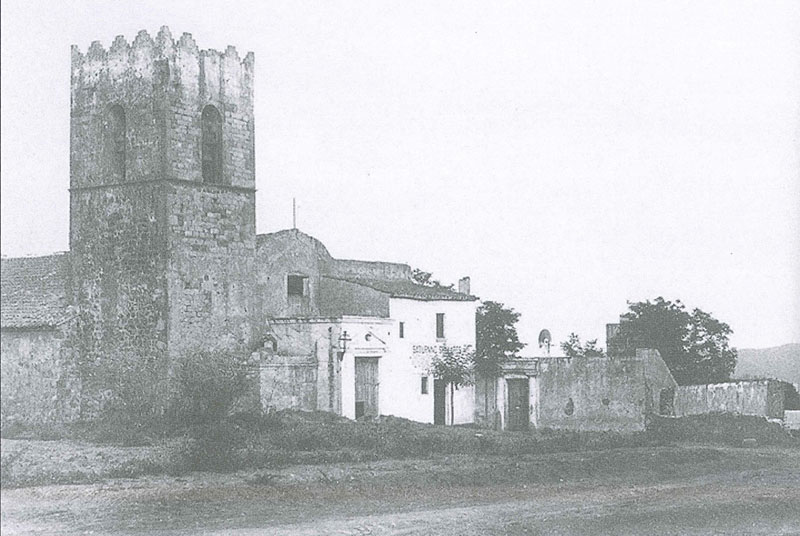
Antigua foto de la desaparecida iglesia de San Juan de Horta.

Horta fue un municipio independiente hasta 1904, cuando fue anexionado a la capital catalana. Era también conocido como San Juan de Horta (en catalán: Sant Joan d'Horta), aunque propiamente ese era el nombre de su iglesia y de su jurisdicción parroquial. El nombre proviene de la familia Horta (u Orta), que fue propietaria del territorio desde el año 1036 hasta 1260. Habitada por nobles y mercaderes desde el siglo XIV, creció alrededor del monasterio de San Jerónimo del Valle de Hebrón, y su período de esplendor llegó hasta finales del siglo XVII. Se encuentra documentado por primera vez en el año 965, donde se menciona el valle de Horta. 
Su crecimiento entre los siglos XVI y XX fue debido a la abundancia de agua que hizo posible la instalación de numerosas lavanderías. La prosperidad de la zona también creció cuando llegó el tranvía en 1901. En la década de 1960 llegó el metro (L5) a la plaza de Ibiza, la estación de Horta. 
El antiguo municipio colindaba con San Gervasio de Cassolas, Gracia, San Andrés de Palomar, San Cugat del Vallés y Sardañola del Vallés. Por real decreto de 9 de julio de 1903 Horta fue anexionada a Barcelona, anexión que se hizo efectiva el 1 de enero de 1904. Cuando en 1984 se hizo la actual división administrativa de la ciudad, el criterio se basó en buena medida en los antiguos municipios, aunque con algunas modificaciones: Horta ganó el Guinardó y Can Baró, originarios de San Martín de Provensals; también pasó a Horta la Font d'en Fargas, perteneciente hasta entonces a San Andrés de Palomar; en cambio, perdió El Coll y Vallcarca y los Penitentes, que pasaron a Gracia.

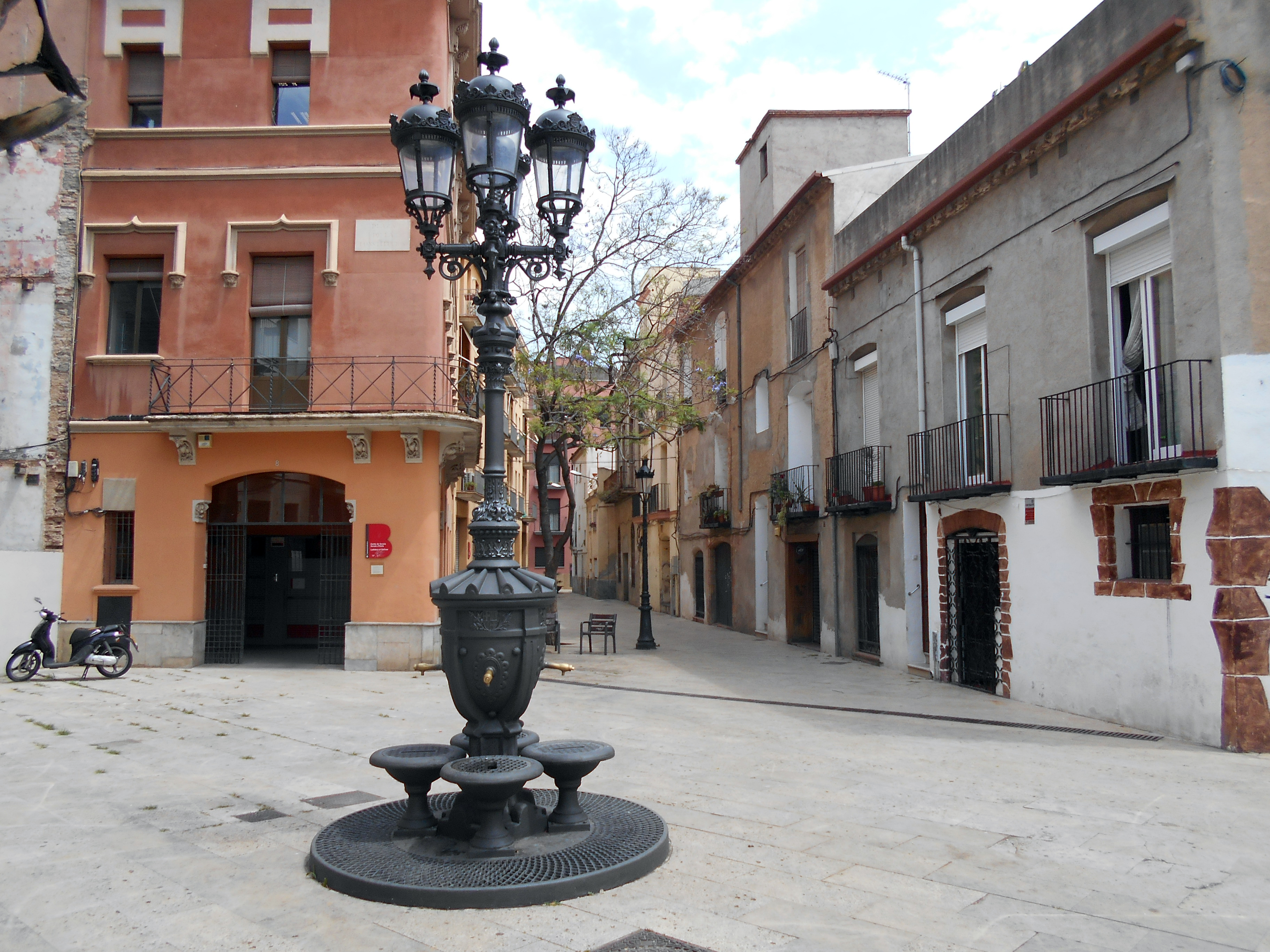
Plaza de Santes Creus, antigua plaza Mayor y centro neurálgico de la villa. Al fondo a la izquierda, el edificio del antiguo ayuntamiento, actual sede de servicios sociales del barrio. La fuente es una réplica de la de Canaletas, regalo de Barcelona a Horta con motivo de la agregación en 1904.

Todavía se mantiene la estructura del casco antiguo alrededor de la plaza de Ibiza y tiene un ensanche residencial. En el barrio también se encuentra el parque del Laberinto de Horta, que es el jardín más antiguo que se conserva en toda la ciudad. Es un jardín de tipo neoclásico que se empezó en 1794 en una finca de los marqueses de Alfarrás. A orillas del parque se encuentra el velódromo de Horta, donde se disputaron algunas pruebas por los Juegos Olímpicos de Barcelona de 1992.

## Demografía
| Gráfica de evolución demográfica de Horta entre 1842 y 1900 |
| |
| Población de derecho según los censos de población del INE. Población de hecho según los censos de población del INE.En este censo se denominaba Horta y San Ginés de Agudells: 1842. Entre el censo de 1910 y el anterior, este municipio desaparece porque se integra en el municipio Barcelona. |